# Dôme de Pajan Yan
Pajan Yan Tholus
Pour les articles homonymes, voir Pajan Yan.
Le dôme de Pajan Yan (désignation internationale : Pajan Yan Tholus) est un dôme situé sur Vénus dans le quadrangle d'Hecate Chasma. Il a été nommé en référence à Pajan Yan, déesse cambodgienne de la guérison et dont le visage apparaît dans les formes à la surface de la Lune.